# 旺沙冼夫人军事遗址
旺沙冼夫人军事遗址，位于中国广东省茂名市高州市长坡镇，为高州市文物保护单位，类型为古遗址，公布时间为2005年。
旺沙冼夫人军事遗址的历史年代为南北朝。